# Панамериканський чемпіонат з боротьби 2023
 Панамериканський чемпіонат з боротьби 2023 року — 36-ті проведені змагання Панамериканського чемпіонату з боротьби, що проходилі з 3 по 7 травня в Буенос-Айрес, Аргентина.
Розігрувалося 29 комплектів нагород: по 10 у вільній боротьбі серед чоловіків та в жіночій боротьбі і 9 в греко-римській боротьбі.

## Загальний медальний залік
*   Країна-господарка ( Аргентина)
| Місце                | Країна                   | Золото | Срібло | Бронза | Загалом |
| -------------------- | ------------------------ | ------ | ------ | ------ | ------- |
| 1                    | США                      | 20     | 1      | 3      | 24      |
| 2                    | Куба                     | 5      | 3      | 7      | 15      |
| 3                    | Канада                   | 2      | 5      | 6      | 13      |
| 4                    | Еквадор                  | 2      | 2      | 3      | 7       |
| 5                    | Колумбія                 | 0      | 4      | 5      | 9       |
| 6                    | Венесуела                | 0      | 4      | 4      | 8       |
| 7                    | Пуерто-Рико              | 0      | 3      | 2      | 5       |
| 8                    | Бразилія                 | 0      | 2      | 4      | 6       |
| 9                    | Мексика                  | 0      | 2      | 1      | 3       |
| 10                   | Гондурас                 | 0      | 2      | 0      | 2       |
| 11                   | Чилі                     | 0      | 1      | 1      | 2       |
| 12                   | Аргентина*               | 0      | 0      | 6      | 6       |
| 13                   | Домініканська Республіка | 0      | 0      | 2      | 2       |
| 14                   | Гватемала                | 0      | 0      | 1      | 1       |
| 14                   | Барбадос                 | 0      | 0      | 1      | 1       |
| 14                   | Перу                     | 0      | 0      | 1      | 1       |
| 14                   | Ямайка                   | 0      | 0      | 1      | 1       |
| Загалом (17 збірних) | Загалом (17 збірних)     | 29     | 29     | 48     | 106     |

## Командний залік
| Місце | Чоловіки, вільний стиль  | Чоловіки, вільний стиль | Чоловіки, греко-римська  | Чоловіки, греко-римська | Жінки, вільний стиль | Жінки, вільний стиль |
| Місце | Країна                   | Очки                    | Країна                   | Очки                    | Країна               | Очки                 |
| ----- | ------------------------ | ----------------------- | ------------------------ | ----------------------- | -------------------- | -------------------- |
| 1     | США                      | 240                     | США                      | 175                     | США                  | 178                  |
| 2     | Канада                   | 136                     | Куба                     | 114                     | Канада               | 135                  |
| 3     | Пуерто-Рико              | 123                     | Мексика                  | 78                      | Еквадор              | 93                   |
| 4     | Куба                     | 105                     | Колумбія                 | 77                      | Куба                 | 91                   |
| 5     | Аргентина                | 81                      | Венесуела                | 72                      | Колумбія             | 82                   |
| 6     | Венесуела                | 67                      | Бразилія                 | 68                      | Венесуела            | 81                   |
| 7     | Бразилія                 | 57                      | Гондурас                 | 50                      | Бразилія             | 57                   |
| 8     | Колумбія                 | 52                      | Домініканська Республіка | 47                      | Мексика              | 49                   |
| 9     | Домініканська Республіка | 41                      | Аргентина                | 40                      | Аргентина            | 48                   |
| 10    | Чилі                     | 26                      | Чилі                     | 39                      | Пуерто-Рико          | 26                   |

## Медалісти

### Греко-римська боротьба
| категорія | Золото           | Срібло           | Бронза                              |
| --------- | ---------------- | ---------------- | ----------------------------------- |
| до 55 кг  | Делтон Даффілд   | Хосе Ернандес    | Аксель Ролон                        |
| до 60 кг  | Делтон Робертс   | Джеремі Перальта | Кевін Юран Родрігес Райбер Родрігес |
| до 67 кг  | Луїс Орта        | Нестор Альманца  | Хуліан Орта Андрес Монтаньйо        |
| до 72 кг  | Джастус Скотт    | Кеннеді Педроса  | Хосе Алехандро Гарсія               |
| до 77 кг  | Камал Бей        | Йосваніс Пенья   | Хаїр Куеро Муньос Вуйлейксіс Рівас  |
| до 82 кг  | Спенсер Вудс     | Хосе Москера     | Джон Їтс                            |
| до 87 кг  | Даніель Грегорич | Луїс Авендано    | Алан Вера Карлос Муньйос            |
| до 97 кг  | Джо Рау          | Кевін Мехія      | Ігор де Куейроз Карлос Паламер      |
| до 130 кг | Оскар Піно       | Гіно Авіла       | Едуард Согомонян Ясмані Акоста      |

### Вільна боротьба
| Категорія | Золото              | Срібло              | Бронза                                |
| --------- | ------------------- | ------------------- | ------------------------------------- |
| до 57 кг  | Томас Гілман        | Даріан Круз         | Сантьяго Чавеко Педро Мехіас          |
| до 61 кг  | Віталій Аруджау     | Джозеф Сілва        | Джейсон-Гай Луно                      |
| до 65 кг  | Янні Діакоміхаліс   | Алехандро Вальдес   | Себастьян Рівера Агустін Дестрібатс   |
| до 70 кг  | Зейн Різерфорд      | Коннор Кінтон       | Маурісіо Ловера                       |
| до 74 кг  | Кайл Дейк           | Франклін Гомес      | Франклін Марен Сезар Бордо            |
| до 79 кг  | Джордан Барроуз     | Джасміт Фулка       | Нестор Барріос Шейн Джонс             |
| до 86 кг  | Юрієскі Торребланка | Алекс Мур           | Марк Голл Карлос Іскьєрдо             |
| до 92 кг  | Майкл Макіавелло    | Джеремі Порьє       | Луїс Вільягомес                       |
| до 97 кг  | Кайл Снайдер        | Артуро Сілот Торрес | Нішан Рандгава Луїс Перес Соса        |
| до 125 кг | Домінік Бредлі      | Хосе Даніель Діас   | Катріель Муріель Аарон Ентоні Джонсон |

### Жіноча боротьба
| Категорія | Золото            | Срібло            | Бронза                               |
| --------- | ----------------- | ----------------- | ------------------------------------ |
| до 50 кг  | Сара Гільдебрандт | Жаклін Моллокана  | Юснейліс Гусман Патрісія Бермудес    |
| до 53 кг  | Луція Єпес        | Бетзабет Аргуельо | Карла Абігайл Мартінес Лаура Ерін    |
| до 55 кг  | Діана Вейкер      | Аліша Гоук        | Адріанні Кастілльо                   |
| до 57 кг  | Луїса Вальверде   | Джулія Пенальбер  | Анжела Мартинес Бецабет Сарко        |
| до 59 кг  | Сочил Мота-Петтіс | Александріа Таун  | Джессіка Деррелл                     |
| до 62 кг  | Ана Годінес       | Наталі Гріман     | Кайла Міракл Лайс Нуньєс             |
| до 65 кг  | Меллорі Вельте    | Паула Монтойя     | Алея Нікель                          |
| до 68 кг  | Форрест Молінарі  | Амбар Гарніка     | Янет Соверо Хангелен Ллайнес         |
| до 72 кг  | Еміт Елор         | Луїса Москера     | Каті Мулкей                          |
| до 76 кг  | Мілайміс Потрілль | Тетяна Рентерія   | Дженесіс Росангела Жюстіна Ді Стасіо |

## Країни, що взялі участь
Взяло участь 298 спортсменів з 24 країн.
1. Аргентина (21) (Host)
2. Багамські Острови (1)
3. Барбадос (3)
4. Болівія (5)
5. Бразилія (23)
6. Венесуела (18)
7. Гватемала (8)
8. Гондурас (6)
9. Домініканська Республіка (18)
10. Еквадор (14)
11. Канада (22)
12. Колумбія (20)
13. Коста-Рика (2)
14. Куба (18)
15. Мексика (21)
16. Панама (12)
17. Парагвай (2)
18. Перу (12)
19. Пуерто-Рико (21)
20. Сальвадор (1)
21. США (29)
22. Уругвай (2)
23. Чилі (17)
24. Ямайка (2)